# Hans Holbein, o Jovem
Hans Holbein, o Jovem (em alemão: Hans Holbein der Jüngere) (Augsburgo, 1497 ou 1498 – Londres, 29 de novembro de 1543) foi um pintor suíço, um dos mestres do retrato no Renascimento, além de desenhista de xilogravuras, vidrarias e peças de joalharia.
Suas principais áreas de atuação artística foram as regiões das atuais Alemanha, Suíça e Inglaterra. Estava a caminho de se tornar o mais eminente mestre dos países de fala alemã quando o turbilhão da Reforma pôs fim a todas as esperanças.
As regiões onde atuou foram caracterizadas pelos embates entre a Igreja Católica e pelos grupos que condenavam algumas práticas empregadas pela Igreja na época. Trata-se, portanto, do contexto da Reforma, que foi mais explícita nas regiões do norte da Europa, principalmente na região das atuais Alemanha e Holanda. Também é importante destacar o trabalho de Holbein na Inglaterra, durante o reinado de Henrique VIII, onde presenciou o novo casamento do monarca com Ana Bolena. Um detalhe interessante a ser destacado: o ano de produção da obra Os embaixadores é o mesmo do segundo casamento do rei Henrique.
Diante disso, pode-se dizer que o principal mecenas de Hans Holbein foi a Casa Real Inglesa, durante o reinado de Henrique VIII, onde lhe foi permitido viver e trabalhar. Suas principais obras foram: Os Embaixadores, Retrato de Mulher, Henrique VIII, Retrato de um mercador Hanseático, entre outras.

## Vida e obra
Nasceu em Augsburgo e desde muito pequeno estudou pintura com seu pai Hans Holbein, o Velho, reconhecido artista dentro da tradição flamenga, notável por seus retratos. Em 1515 Holbein se instalou em Basileia, Suíça, onde trabalhou como ilustrador de livros, realizando xilogravuras para as portadas de várias obras e uma série de esboços a tinta para a obra Elogio da Loucura de Erasmo de Roterdão.

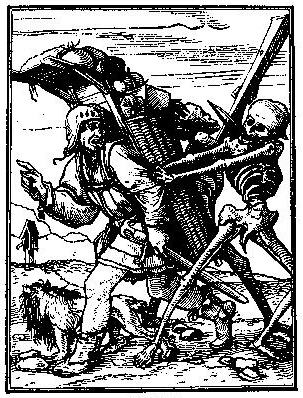
Vendedor ambulante (1538)

### Influência do Renascimento italiano
Em 1518, numa viagem à Itália, descobriu as obras dos pintores do Renascimento italiano Andrea Mantegna e Leonardo da Vinci. O impacto destes e outros artistas sobre a obra de Holbein pode observar-se no modelado e na composição renascentistas de um de seus primeiros retratos, Erasmo de Roterdão (1523, Museu do Louvre), em seu famoso "Cristo morto", na paixão (ambos no Kunstmuseum de Basileia) e no retábulo "A Virgem do burgomestre Meyer" (Palácio Ducal de Darmstadt, Alemanha), todos eles realizados entre 1519 e 1526. Nas ditas obras, se aprecia uma soltura no desenho e uma riqueza cromática características das obras dos mestres do norte da Itália. Em suas obras religiosas, Holbein uniu esta riqueza de detalhes e cores com a dignidade e a severidade na caracterização próprias de temas religiosos.

### A Inglaterra
Em 1532 foi para a Inglaterra, onde começou sua carreira com pintor de retratos. O retrato do estadista Thomas Cromwell iria torná-lo famoso e em 1536 foi designado pintor da corte do rei Henrique VIII. Outros retratos famosos foram os das esposas de Henrique VIII, entre elas Jane Seymour e de seu filho Eduardo VI de Inglaterra. Morreu em Londres em 1543 durante uma epidemia de peste. Presume-se que tenha sido sepultado na St Katherine Cree Churchyard, Londres.
A pintura Cristo Morto exerceu forte influência sobre Fiódor Dostoyevski, tanto que o inspirou a escrever seu romance O Idiota.

## Galeria

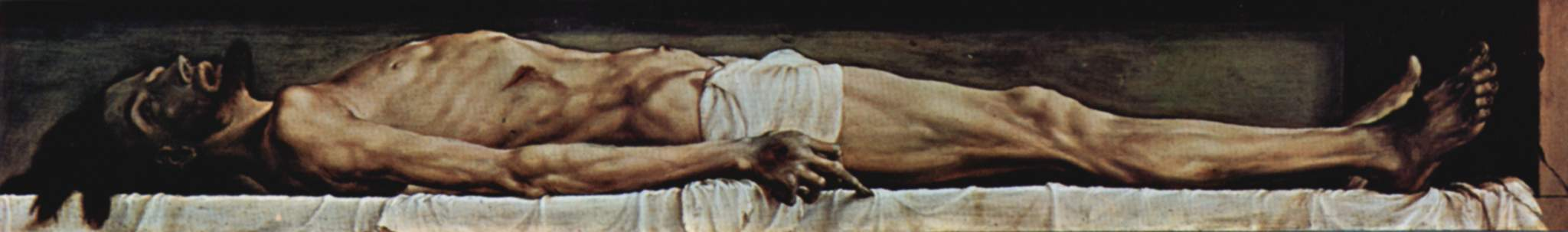
Cristo Sepultado de HansHolbein

Os Embaixadores
Senhora com um Esquilo e um Estorninho
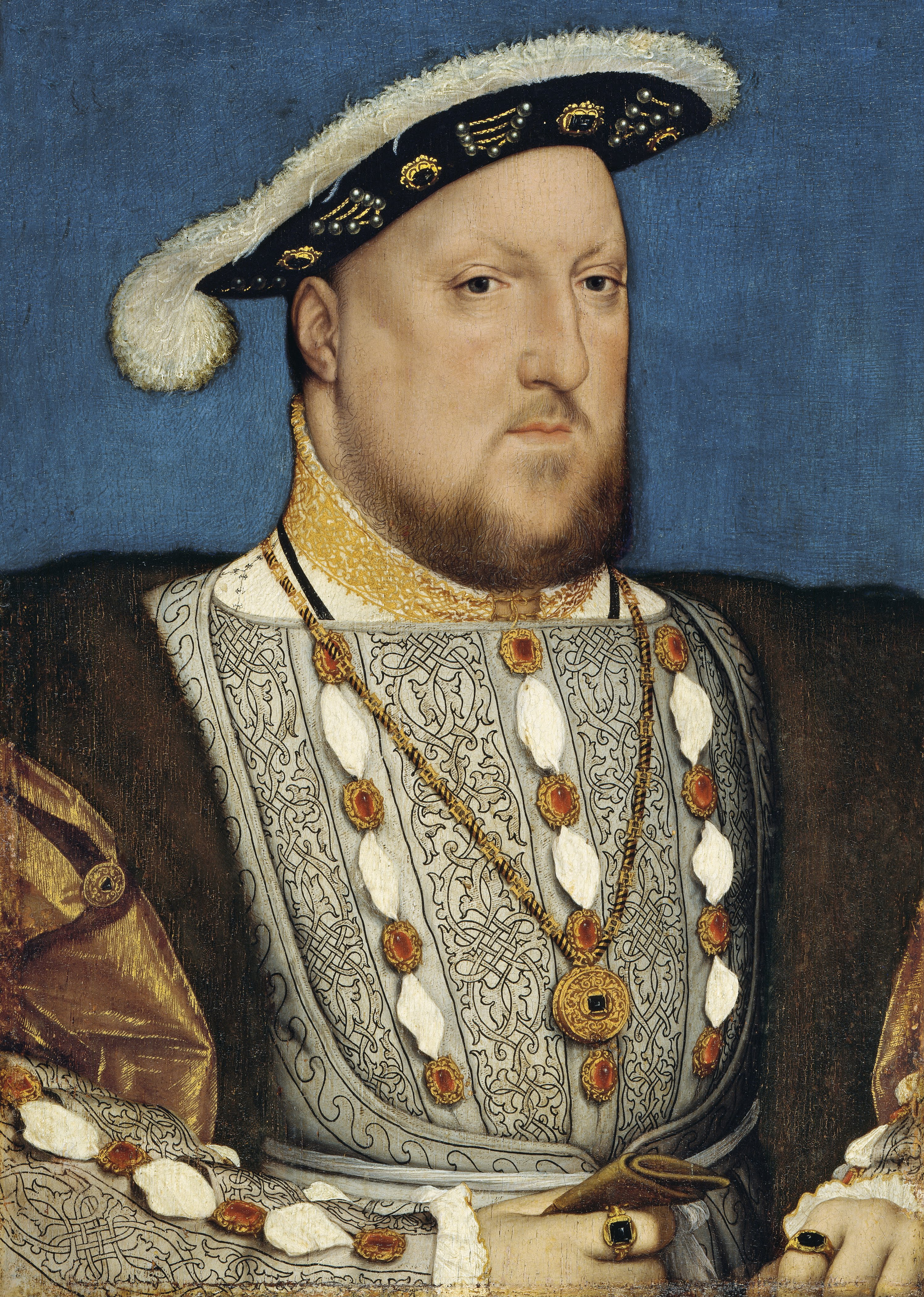
Retrato de Henrique VIII